# Eremopyrum
Eremopyrum là một chi thực vật có hoa trong họ Hòa thảo (Poaceae).

## Loài
Chi Eremopyrum gồm các loài: